# الحسينية (الشرقية)
30°51′40″N 31°55′11″E / 30.861093°N 31.919806°E

مركز ومدينة الحسينية بمحافظة الشرقية بمصر. سميت مدينة الحسينية بذلك الاسم نسبة إلى السلطان حسين الثاني، وكان يطلق عليها قبل (تل فرعون) ثم (تل نفيس) وحتى الآن لا زال هناك منطقة بالمركز تحمل اسم تل فرعون وعزبه التل وهي منطقة أثرية.

## تاريخ الحسينية
كانت صان الحجر وهي إحدى الوحدات المحلية بالحسينية عاصمة مصر السياسية ويطلق عليها تانيس وهو الاسم اليوناني أما الاسم الفرعوني ممفيس/طيبة وكانت عاصمة مصر السياسية خلال حكم الأسرتين 21 و23 وقد كانت مدينة كبري خلال فترات التاريخ حتى نهاية العصر الروماني وتقدم آثار تانيس ملحمة لتاريخ الدلتا بصفة عامة وهي غنية بالآثار الفرعونية وأيضا آثار من العصر اليوناني والروماني خاصة لأنها كانت الطريق الرئيسي لغزو بلاد الحيثيين في أسيا الصغرى والدفاع عن مصر في حالة الغزو الخارجي وتعتبر تانيس أقصر الوجه البحري بما بها من معابد ملكية ومسلات وأبار وقصور.
1. معبد آمون: وهو من أكبر المعابد بالوجه البحرى وما زالت أحجاره من لوحات وتماثيل مختلفة الأحجام والأشكال موجوده ويشمل المعبد بوابة جيرانتية ضخمة يتقدمها تماثيل ضخمة يتقدمها تماثيل ضخمة لرمسيس الثاني بصحبة زوجته «مرين آمون» وزوجته الحيثية. وكذلك هناك تمثال على شكل أبو الهول، ويوجد بمحيط المعبد مجموعة أبار من الحجر الجيرى منها 4 بحالة جيدة، ويوجد بالمعبد بحيرة مقدسة ومماثلة لبحيرة الكرنك بالأقصر.
2. هناك أسوار وجبال لبنية ضخمة والتي ترجع تاريخها لسنة 1070 ق.م. تقريبا.
3. معبد «موت» وخونسو«و» معبد حورس.

و في العصر الحديث سميت الحسينية بهذا الاسم نسبة للملك حسين الثاني،

## المو قــع
تمثل حدود المركز مع المحافظات الأخرى بنسبة 61% من حدود محافظة الشرقية الإجمالية.
يمتاز مركز الحسينية بموقعة الفريد حيث انه يطل على ثلاث محافظات بخلاف محافظة الشرقية:
```
يقع المركز في الجزء الشمالي الشرقي من المحافظة وحدوده:
```

من الشمال: مدينة المنزلة (محافظة الدقهلية) بطول 24 كم وبحيرة المنزلة بطول 6 كم ومحافظة بور سعيد وجنوب شرق مركز أولاد صقر
من الغرب: مركز فاقوس
من الجنوب: بعض قري مركز فاقوس + القصاصين محافظة الإسماعيلية + امتداد مدينة العاشر المتاخمة للقاهرة، وقد كانت العاشر تتبع التقسيم الجغرافي لمدينة الحسينية حتى وقت قريب، وتبعد الحسينية عن القاهرة 120 كم.
من الشرق: مركز القنظرة غرب (محافظة الإسماعيلية) وشادر عزام (محافظة بورسعيد).

## المساحة
تبلغ مساحة مركز الحسينية 1558.68 كم2 أي 31.7% بالنسبة لإجمالي مساحة المحافظة وتعتبر الحسينيه أكبر مركز من حيث المساحة بالنسبة لمراكز المحافظة

## المناخ
- صيفاً

متوسط درجات الحرارة الصغرى 22 درجة والعظمي 33 درجة، أما نسبة الرطوبة منخفضة ويتعرض المركز لشبورة خفيفة خلال شهري سبتمبر وأكتوبر
- شتاءً

يتعرض المركز وخاصة في المنطقة الشمالية منه (صان الحجر ورمسيس ومنشأة أبوعمر) لبعض الأمطار الخفيفة في أوقات متفرقة من فصل الشتاء ولا تؤثرعلي الحياة العملية هناك أما وسط المركز والمنطقة الجنوبية منه يتعرض لبعض الأمطار الشديده والغير منتظمة، والطقس طول العام خريفي أو ربيعي

## التربة
يرتفع منسوب بعض الأراضي في المركز مكونا جزرا رملية في بعض قري الحسينية كجزيرة سعود وتنتظم علي هيئه قوس من الأراضي المرتفعة وتتكون من الرمال والحصى والصلصال الرملي أو الغرينية غير النقي، بالإضافة إلى أن جزء من وادي الطميلات يقع في الحسينية وهو منخفض رملي يمثل أحد فروع المجاري النيلية القديمة وهناك جزء من أراضى الحسينية تربتة رسوبية حيث نجد ترسبات قديمة مختلفة القوام علي جوانب الروافد القديمة مكونة من الرمال الطمي معا لتكون تربة خصبة صالحة للزراعة
تربة مختلطة التكوين نتيجة لتأثير الأراضي الرملية وترسيب مياه النيل في أراضي السهول وهي مناطق تنحصر بين المستنقعات شمالا والأراضي الرسوبية النهرية جنوبا وتأتي الرياح لتغطي تلك الأراضي بالرمال السافية وهي موجودة شمال الحسينية، أراضي رملية خشنة في شرق وجنوب شرق المركز
أراضي تتدخل فيها الرواسب الجيرية والبحرية والنهرية مما يؤدي لوجود تربة ثقيلة ذات حبيبات دقيقة جدا وهي غير صالحة للزراعة بسبب زيادة ملوحتها وقد تم استصلاح أجزاء منها تزرع أرز كما في صان الحجر شمالا، ومما سبق نلاحظ تنوع كبير في طبيعة السطح والتربة نظرا لمساحة المركز الواسعة

## اقتصاد الحسينية
1- تربية الجياد العربية الأصيلة وعمل مهرجان وسباق سنوي للخيول العربية في جزيرة سعود.
2- الزراعة حيث أن معظم أراضي الحسينية صالحة للزراعة لجميع أنواع المحاصيل الزراعية مثل القمح والأرز والقطن والفواكه،
و تعتبر من أكبر المراكز في زراعة بنجر السكر في مصر.
3- منطقة شادر السمك من أكبر مناطق إنتاج السمك في الدلتا.
4- السياحة التاريخية والثقافية والدينية في منطقة صان الحجر حيث انها كانت عاصمة مصر قديماً وحيث ألتقط فرعون مصر موسى عندها عندما كان رضيعاً،
و على الرغم من اهمية الاثار التي توجد في الحسينية ولكن
يزور المركز عدد قليل من السياح يوميا نظرا لعدم اهتمام مسؤلي مجلس المدينة أو محافظة الشرقية وأيضا وزارتي السياحة والثقافة بالتنشيط السياحي،
و يوجد استفاضة لاحقاً بالنسبة للسياحة الأثرية نظراً لأهميتها في مركز الحسينية.
5- السياحة الرياضية
- توجد رياضة صيد الصقور واستخدامها في جمع اللؤلؤ التي توجد اعالي جبال «ابوليل» وهي جبال تعود الي العصر الفرعوني.
- توجد منطقة جذب سياحي لرياضة صيد البط ببركة عنان وبركة النصر تشتهر بصيد أنواع البط الشرشيرى الصيفى والشتوى والغر والظي والبلبول والخضارى.
- توجد رياضة تربية الصقور وتربية الخيول بجزيرة سعود.
- كما ان مركز الحسينية يحتوي على مراكز تجارية ضخمة مثل مول (البستان) بشارع بورسعيد.

## التقسيم الإداري
- مدينة واحدة كبيرة

و يوجد 16 توابع للمدينة بالإضافة إلى مدينة الصالحية الجديدة حيث تتبع مركز الحسينية إدارياً.
- 10 وحدات محلية قروية و25 عدد القرى التابعة للوحدات.
- 35 قرية رئيسية و609 توابع للقرى (عزب وكفور).
- قرية منشأة راغب الطحاوي (تعتبر من أكبر قرى مركز الحسينية وسميت بهذا الاسم نسبة إلى الشيخ راغب سليمان الشافعي الطحاوى[بحاجة لمصدر]).

الوحدات المحلية هي:
- قرية الجمالية وهي مقابل الحسينية وسعود.
- صان الحجر
- جزيرة عليوة أقدم قري محافظة الشرقية والتي كان بها أول نقطة شرطة بالمركز بالكامل وكانت تابعة لمديرية الأمن مباشرة وأول مكتب بريد وأول سنترال
- جزيرة سعود الؤسس (الدكتور أحمد محمد عبد السلام على حسانين)
- قرية الجمالية
- الظواهرية
- قهبونة
- منشأة أبوعمر المؤسس (الدكتور / أحمد فتحى مجاهد)
- قصاصين الشرق
- سماكين الغرب
- الاخيوة
- الناصرية

بعض أسماء التوابع قرى وعزب الحسينية
- عزبة أبو عمرو (احمد على يوسف)
- عزبة أبو غازى
- عزبة حنانه
- عزبة الشرقاوى (الحاج الشرقاوي الطحاوي)
- الزمامتة الكبيرة
- مدينة الصالحية الجديدة
- بحر البقر: وبها مدرسة بحر البقر الابتدائية التي قصفها الطيران الإسرائيلي في 8أبريل عام 1970 وراح ضحيتها 31 طفل في الحادثة المعروفة ب (مجزرة بحر البقر)
- حي 6 أكتوبر
- الملكيين
- الاخيوة
- المناجاة الصغرى
- المناجاة الكبرى
- سماكين الغرب
- سماكين الشرق
- عزبة الصوالحية
- عزبة أبو هلال
- قصاصين الشرق
- الحماديين
- الحجازية
- جميمة
- عزبة البركتية
- عزبة العزازية
- عزبة الحاج حمد (الحاج عبد المنعم حمد)
- عزبة المية
- عزبة أبو أمين (امين المغازى)
- عزبة الصباغ
- عزبة الغرقدة

منشأة سالم أبوعامر
- ملاحة
- المغازوة

عزبة أبوزيان للخاريجية
- جزيرة برد
- عزبة طلبه
- إزولين
- * الوحدة المحلية بالظواهرية توابعها
- السعدى
- الخضاروة
- عزبة (أبو نايل)
- عزبة النجار
- عزبة الحمر
- عزبة المغربي (أبوهلال)
- عزبة المصاطفة
- تيمور
- الفولى الكبيرة
- الفولى الصغيرة
- عزبة الفخفاخ (المائة)
- عزبة البلابسة
- عزبة المالكي
- عزبة تيمور

## المناطق الاثرية
```
يزور الحسينية عدد قليل من السياح يوميا،
```

نظرا لعدم اهتمام مسؤولي مجلس المدينة أو محافظة الشرقية أو حتى وزارتي السياحة والثقافة بالتنشيط السياحي رغم وجود اثار مهمة في منطقة صان الحجر ولك ان تتخيل انها كانت عاصمة مصر قديما هذا بالإضافة لبعض الاثار في عدة مناطق أخرى بالمركز.
صان الحجر
تقع شمال المركز وفي الشمال الشرقي بالنسبة لمنطقة الدلتا وتبعد 75 كم2 عن مدينة الزقازيق و120 كم عن مدينة القاهرة.
ويطلق عليها تانيس وهو الاسم اليوناني أما الاسم الفرعوني جعنت وكانت عاصمة مصر السياسية خلال حكم الأسرتين 21 و23 وقد كانت مدينة كبري خلال فترات التاريخ حتى نهاية العصر الروماني وتقدم آثار تانيس ملحمة لتاريخ الدلتا بصفة عامة وهي غنية بالآثار الفرعونية وأيضا آثار من العصر اليوناني والروماني خاصة لأنها كانت الطريق الرئيسي لغزو بلاد الحيثيين في أسيا الصغرى والدفاع عن مصر في حالة الغزو الخارجي وتعتبر تانيس أقصر الوجه البحري بما بها من معابد ملكية ومسلات وأبار وقصور
المعابد
تزخرالمنطقـة بالعديد من المعـابـد الحجريـة الضخمـة يتزعمـها المعبـد
الكبير للإلـه آمـون بتماثيله ومسـلاته وآباره
معبد الإله آمون
وهومن أكبرالمعابد بالوجه البحري وما زالت أحجاره من لوحات وتماثيل مخلفة الأحجام والأشكال موجودة ويشمل المعبد بوابة جيرانيتية ضخمة يتقدمها تماثيل ضخمة لرمسيس الثاني بصحبة زوجته المحبوبة مرين آمون وزوجته الحيثية كذلك هناك تمثال على شكل أبو الهول، ويوجد بمحيط المعبد مجموعة آبار من الحجر الجيري منها 4 بحاله جيدة، ويوجد بالمعبد البحيرة المقدسة والتي تلي في أهميتها بحيرة الكرنك بالأقصر وهناك أسوار لبنية ضخمة والتي ترجع تاريخها لسنة 1070 ق.م تقريبا
2-معبد الإله موت وخونسو وحورس
المقابر الملكية
وهي خاصة بفراعنة وملوك الأسرة 21 و22 والمقابر الحجرية غنية بنقوش دينية التي تصورالحياة الأخرى وقد اكتشفت منذ عام 1939 م ويزخر المتحف المصري بالتحرير بكنوز تلك المقابرالتي تضارع في روعتها كنوز توت عنخ آمون ومنها القناع الذهبي (لبوسنس الأول) من الأسرة التاسعة عشر وهي من الذهب الخالص والأصداف السوداء، تابوت فضي، وأساور وقلائده الذهبية والمصنوعة من الأحجار الكريمة وهو معروض بالمتحف المصري باسم كنز يوسونيس
هذا بالإضافة لمقابرمومياوات الملوك وما بداخلها من كنوزلا تقدر بثمن ويصل عدد المقابر التي تم اكتشافها في المنطقة إلي 13 مقبرة سبوسونيس، مقبرة اوسركون، مقبرة شاشانق
المسلات
تزخر منطقة آثار صان الحجر بكمية ضخمة من المسلات تضعها في قائمة أغني المناطق في مصر في عدد المسلات وما زال بها 20 مسلة وتتميز بالضخامة وكلها منقوشة بأسماء وألقاب رمسيس الثاني وانتصاراته وأمجاده منها المسلة الموجودة بمطار القاهرة الدولي هذا بالإضافة إلى مجموعة من التماثيل الضخمة للملك رمسيس.
الأبيـار
بالمنطقة عدد (4) أبيـار مشيدة من الحجر الجيري الأبيض ثلاثة منها دائرية والرابع مربع الشكل وكلها تستعمل لاستخدام المياه داخل المعبد الكبير للإله آمون وهذه الآبار بعددها تتميز بالتفرد حيث أنة لا توجد تلك الأعداد بمنطقة أخرى في مصر، وتقع الأبيار في حرم
معبد الإله آمون
بالإضافة إلى انه عثرت البعثة الفرنسية بالمنطقة علي عدد من العملات من العصر البطلمي وعملة عليها وجه الاسكندر الأكبر وموائد قرابين ومكاييل للوزن وتمائم لآلهه من الفيانس وأواني فخارية ورأس مغزل من العصر الروماني
ونظرا لأهمية هذه المنطقة سياحيا فقد أقامت وزارة السياحة بعض المنشآت السياحية بها وعمل برنامج سياحي كامل للمنطقة لوضع منطقة آثار صان الحجر علي الخريطة السياحية لما لها من أهمية تاريخية
تل فرعون
يقع بين عدة مواقع تاريخية هامة منها صان الحجر وقنتير وتل الضبعة، ويقع على مسافة 9 كم شمال شرق مدينة فاقوس ترجع أهميتها التاريخية لكونه موقع مدينة أمت القديمة عاصمة المقاطعة التاسعة عشر من مقاطعات الوجه البحري والمعبودة الرئيسية هي الإلهة واجيت
وأول من قام بالحفائر في هذا الموقع هو الأثري الإنجليزي (بتري)ثم توالت حفائر هيئة الآثار المصرية منذ عام 1962 م.
وتم الكشف عن خرائب المدينة القديمة أمنت بعناصرها السكنية من مقابر ومعبد واحد.
ففي المدينة السكنية تم الكشف عن مجموعات عديدة من أساسات اللبن لوحدات سكنية ومناطق صناعية يرجع تاريخها ألي العصور الفرعونية واليونانية الرومانية
وفي أقصي غرب الموقع الأثري لمدينة أمنت كشف عن جانب من أطلال معبدها الذي أقيم للآلهة واجيت ولا تزال بقايا الأحجار الجرانيتية لذلك المعبد في مكانها حتى الآن
وفي عام 1994 قام إبراهيم مصطفي كبير مفتشي شمال الشرقية بالحفر الذي أسفر عن مجموعة الآثار عبارة عن مجموعة من الأواني الفخارية وقطعة تراكوتا وبعض التمائم